# Памятник Александру Пушкину и Наталье Гончаровой (Подгорица)
Памятник Александру Пушкину и Наталье Гончаровой — скульптурная композиция из двух бронзовых фигур в городе Подгорица, Черногория.

## Местоположение
Памятник установлен на Негошевой улице в самом центре города на восточном берегу реки Морача возле моста Блажо Йовановича.

## Описание
Скульптурная композиция состоит из фигуры Пушкина, страстно зачитывающего что-то из своих произведений жене — Наталье Гончаровой, которая сидит на скамейке с опущенной головой, внимательно слушая мужа. Дополняют композицию старинный фонарь, а также две каменные плиты, на одной из которых написано: «Памятник А. С. Пушкину. Дар города Москва Подгорице», а на другой — выбиты строки из стихотворения российского поэта о черногорцах.

## История
Памятник Александру Пушкину был открыт в столице Черногории в 2002 году. Таким образом монумент был приурочен к подписанию договора о сотрудничестве между Подгорицей и Москвой. Финансовые средства на изготовление скульптурной композиции выделило московское правительство. Скульптуром выступил Александр Таратынов, а автором всей композиции стал архитектор Михаил Корси.
Ежегодно в Международный день русского языка, который отмечается 6 июня, у памятника Пушкину проходят культурные мероприятия с участием официальных лиц.
Памятник Александру Сергеевичу Пушкину и Наталье Гончаровой является одним из главных туристических символов города Подгорицы.